# Municipio de Vermont (Illinois)
El municipio de Vermont (en inglés: Vermont Township) es un municipio ubicado en el condado de Fulton en el estado estadounidense de Illinois. En el año 2010 tenía una población de 974 habitantes y una densidad poblacional de 10,21 personas por km².

## Geografía
El municipio de Vermont se encuentra ubicado en las coordenadas 40°19′8″N 90°23′34″O / 40.31889, -90.39278. Según la Oficina del Censo de los Estados Unidos, el municipio tiene una superficie total de 95.35 km², de la cual 95 km² corresponden a tierra firme y (0,36 %) 0,35 km² es agua.

## Demografía
Según el censo de 2010, había 974 personas residiendo en el municipio de Vermont. La densidad de población era de 10,21 hab./km². De los 974 habitantes, el municipio de Vermont estaba compuesto por el 98,46 % blancos, el 0,1 % eran afroamericanos, el 0,1 % eran amerindios, el 0,21 % eran asiáticos, el 0,41 % eran de otras razas y el 0,72 % eran de una mezcla de razas. Del total de la población el 1,54 % eran hispanos o latinos de cualquier raza.